# Hugo Schiltz
Hugo Schiltz (* 27. Oktober 1927 in Borsbeek; † 5. August 2006 in Antwerpen) war ein belgischer Rechtsanwalt und Politiker. Als Flame war er Mitglied der aufgelösten Partei Volksunie und deren Nachfolgeorganisation SPIRIT, Abgeordneter im Parlament und später im Senat, und war Minister in zwei Kabinetten, 1981 bis 1985 in der ersten flämischen Regierung und 1988 bis 1991 in der belgischen Föderalregierung unter Wilfried Martens.

## Karriere
Während des Zweiten Weltkrieges war Schiltz Mitglied der National-Sozialistischen Jugend Flanderns. Dies brachte ihm nach dem Kriege eine mehrmonatige Gefängnisstrafe ein.
Er studierte Rechtswissenschaften, Wirtschaftswissenschaften und Philosophie an der Katholischen Universität in Löwen, und wurde Mitglied im Katholiek Vlaams Hoogstudenten Verbond, einem Hochschulbund katholischer Studenten aus Flandern. 1953 wurde er Rechtsanwalt und Dozent für Wirtschaftsrecht. 1958 wurde er in das Stadtparlament von Antwerpen gewählt – ein Amt, das er bis 1998 behielt. 1963 trat er in die Partei Volksunie ein, deren Vorsitzender er von 1975 bis 1979 werden sollte. Unter seiner Ägide erhielt die Partei eine links-liberalere Ausrichtung. Er nahm am Entwurf des Egmont-Paktes teil, dessen Nicht-Ratifizierung durch das Parlament die Regierung zerbrechen ließ. Die neue, eher links-liberale Ausrichtung der Volksunie, und die Mitarbeit am Egmont-Pakt, waren die wesentlichen Gründe für die Spaltung der Volksunie. Der radikalere, rechts-konservative Flügel der Volksunie spaltete sich ab, und gründete zwei neue Parteien: die Vlaams Nationale Partij (Flämische National Partei, VNP) unter Führung von Karel Dillen und die Vlaamse Volkspartij (Flämische Volks Partei, VVP) mit Senator Claes an der Spitze. Später wurde aus dem Zusammenschluss dieser Splitterparteien zunächst der Vlaams Blok und schließlich Vlaams Belang. Nachdem sich 2001 die Volksunie ihrerseits in N-VA und SPIRIT teilte, trat Schiltz letzterer bei.

## Bedeutung
Zusammen mit Wilfried Martens und Jean-Luc Dehaene war Hugo Schiltz wesentlich verantwortlich für den Umbau Belgiens in einen Föderalstaat. Von 1994 bis 1998 war Schiltz in einer Anti-Vlaams Blok-Koalition Finanzsenator von Antwerpen, 1995 erhielt er vom belgischen König den Ehrentitel Staatsminister verliehen.
Hugo Schiltz starb am 5. August 2006 in Antwerpen an Leukämie. Er liegt begraben auf dem Schoonselhof.

## Weblink
- Hugo Schiltz in ars-moriendi.be

| Personendaten    | Personendaten        |
| ---------------- | -------------------- |
| NAME             | Schiltz, Hugo        |
| KURZBESCHREIBUNG | belgischer Politiker |
| GEBURTSDATUM     | 27. Oktober 1927     |
| GEBURTSORT       | Borsbeek             |
| STERBEDATUM      | 5. August 2006       |
| STERBEORT        | Antwerpen            |